# Hôpital Saint-Michel d'Amchit
L'hôpital Saint-Michel d'Amchit (مستشفى مار مخايل) ou comme les gens locaux l'appellent : Mar Mikhaël, est un établissement libanais de santé publique à but non lucratif fondé à Amchit vers 1850 par les frères Mikhaël et Jabbour beik Toubia Bou Chalhoub el Kallab, la construction fut exécutée sous la direction de Zakhia Chalhoub El-Kallab. Les soins de santé ont commencé à la demeure même de Mikhaël Toubia avant la fin de la construction de l'hôpital en 1892. L'hôpital Saint-Michel d'Amchit est le premier hôpital fondé dans le Petit Liban (Mont-Liban), car avant cette époque, les soins médicaux se faisaient à domicile ou dans des cliniques privées. Dix ans après que l'hôpital a ouvert ses portes en 1892, l'Hôpital Américain de Beyrouth (AUB) fut fondé en 1902. En 1923, les Jésuites ont ouvert l'Hôtel-Dieu de France. De fait de sa gratuité, même s'il est une fondation privée, l'Hôpital Saint-Michel d'Amchit est considéré comme le précurseur des centres d'assurance maladie actuels dans la région.

## Histoire

### Mikhaël Toubia, le fondateur
Mikhaël Toubia, un homme d'affaires et de politique, un génie du commerce connu pour sa philanthropie comme le décrivait Churchill dans son livre Dix ans de résidence au Mont-Liban où il lui a consacré un chapitre entier, avait établi le siège principal de son commerce national et international dans son village natal d'Amchit. N'ayant pas de descendance, il voulait utiliser son immense fortune pour des œuvres de charité. Il eut l'idée de la construction d'un centre hospitalier gratuit pour les pauvres, mais décède plus tôt (le 9 novembre 1856), . Son frère Jabbour (son héritier) écrira plus tard un testament (lui-même n'ayant pas de descendance) ordonnant la constitution d'un "waqf" (un legs, qui fut appelé par la suite "waqf Saint Michel", le vouant à saint Michel Archange), et demanda dans son testament la construction d'un hôpital gratuit pour les pauvres dans la ville d'Amchit, d'un couvent annexé pour loger les sœurs infirmières et d'une église (L'église Saint-Michel) pour le service spirituel des malades. Il mit le waqf sous la protection du patriarche maronite et nomma ses cousins Béchir et Zakhia comme gérants et donna la priorité à sa femme dans les décisions sur les revenus de sa fortune après sa mort. Son testament débute par l'affirmation de sa foi maronite catholique et il ne légua que le tiers de sa fortune pour la construction de l'hôpital et l'organisation de son waqf, se conformant ainsi à la loi ottomane de l'époque qui n'autorisait pas de léguer la totalité de sa fortune pour des œuvres de charité, mais seulement le tiers.

### Après la mort de Jabbour Toubia
Après la mort de Jabbour Toubia (le 25 septembre 1859), le patriarche maronite Boulos Massaad, accompagné du père Youhanna (Jean) Habib (fondateur de la congrégation des missionnaires libanais maronites, devenu plus tard évêque) viennent à Amchit pour la constitution du legs en juin 1863. Béchir Mouawad bou chalhoub el Kallab (le premier gérant) étant décédé tôt (à l'âge de 31 ans), le patriarche maronite confirme Zakhia bou Chalhoub el Kallab et nomme son fils Youssef comme gérants. 
Pour réaliser le testament, un terrain est choisi, sur la place appelée la « place des Anges » à Amchit, et la construction est entreprise par Zakhia Chahine Bou Chalhoub el Kallab et son fils. Elle est achevée vers 1892, date à laquelle le gérant Zakhia Chalhoub el Kallab meurt.
Toubia (Tobie) Zakhia El Kellab succède à son père Zakhia comme gérant du "Waqf Saint-Michel", ensuite le député Zakhia Toubia Zakhia puis son fils Marcel Zakhia. Actuellement, les gérants sont choisis dans la famille Zakhia et nommés par le Siège maronite d'Antioche (le Patriarche maronite). Les soins et l'accueil des malades commencent à la demeure même de Mikaël Toubia el Kallab, avant la construction de l'hôpital.  
L'Hôpital passe les deux guerres mondiales sans problèmes notables

### Henriette Renan lors de sa maladie
Lors de leur séjour au Liban en 1860, Ernest Renan, sa sœur Henriette et sa femme Cornélie séjournaient chez Zakhia Chahine el Kallab. Quand Henriette tomba malade, elle fut soignée tout d'abord à Amchit dans la demeure de Zakhia parce que l'hôpital n'avait pas encore ouvert ses portes.

### Premiers médecins
Les premiers médecins de l'hôpital furent le Dr Farid Badawi (originaire d'Amchit) et le Dr Youakim beik Nakhlé (de Jbeil - Byblos)

## Gérants
- Béchir Mouawad bou Chalhoub el Kallab (1828-1859) (nommé par Jabbour Toubia), décéda avant la construction de l'hôpital
- Zakhia Chahine bou Chalhoub el Kallab (1809-1892) entreprit la construction de l'hôpital
- Youssef Zakhia bou Chalhoub el Kallab (1832-1869)
- Toubia Zakhia bou Chalhoub el Kallab (1859-1918)
- Nakhlé Zakhia (maire d'Amchit)(1865-1928)
- Zakhia Toubia Zakhia (député) (1896-1984)
- Mikhaël Toubia Zakhia (1898-
- Marcel Zakhia